# 霧島市立青葉小学校
霧島市立青葉小学校（きりしましりつ あおばしょうがっこう）は、鹿児島県霧島市国分郡田にある市立の小学校。

## 概要
霧島市国分の北西部に位置する小学校である。1997年（平成9年）に国分北小学校の生徒数増加に伴い分離新設。

## 沿革
- 1997年（平成9年） - 国分市立国分北小学校から国分市立青葉小学校が分離新設。
- 2005年（平成17年） - 国分市と姶良郡6町の新設合併に伴い、霧島市立青葉小学校と改称。

## 著名な出身者
- 二木康太（プロ野球選手、千葉ロッテマリーンズ）